# Tigran Bajgoric
Tigran Bajgoric (4 aprile 1983) è uno schermidore canadese, specializzato nella spada e del fioretto.

## Palmarès
In carriera ha conseguito i seguenti risultati:
- Giochi panamericani

Guadalajara 2011: argento nel fioretto a squadre e bronzo nella spada a squadre.